# 9501 Івейн
9501 Івейн (9501 Ywain) — астероїд головного поясу, відкритий 29 вересня 1973 року.
Тіссеранів параметр щодо Юпітера — 3,367.
Названо на честь Івейна — лицаря Круглого столу Короля Артура.